# Mitjaevia maculata
Mitjaevia maculata är en insektsart som först beskrevs av M. Firoz Ahmed 1970.  Mitjaevia maculata ingår i släktet Mitjaevia och familjen dvärgstritar. Inga underarter finns listade i Catalogue of Life.